# Liste der denkmalgeschützten Wohn- und Geschäftshäuser, Siedlungs- und Mietshäuser in Radebeul

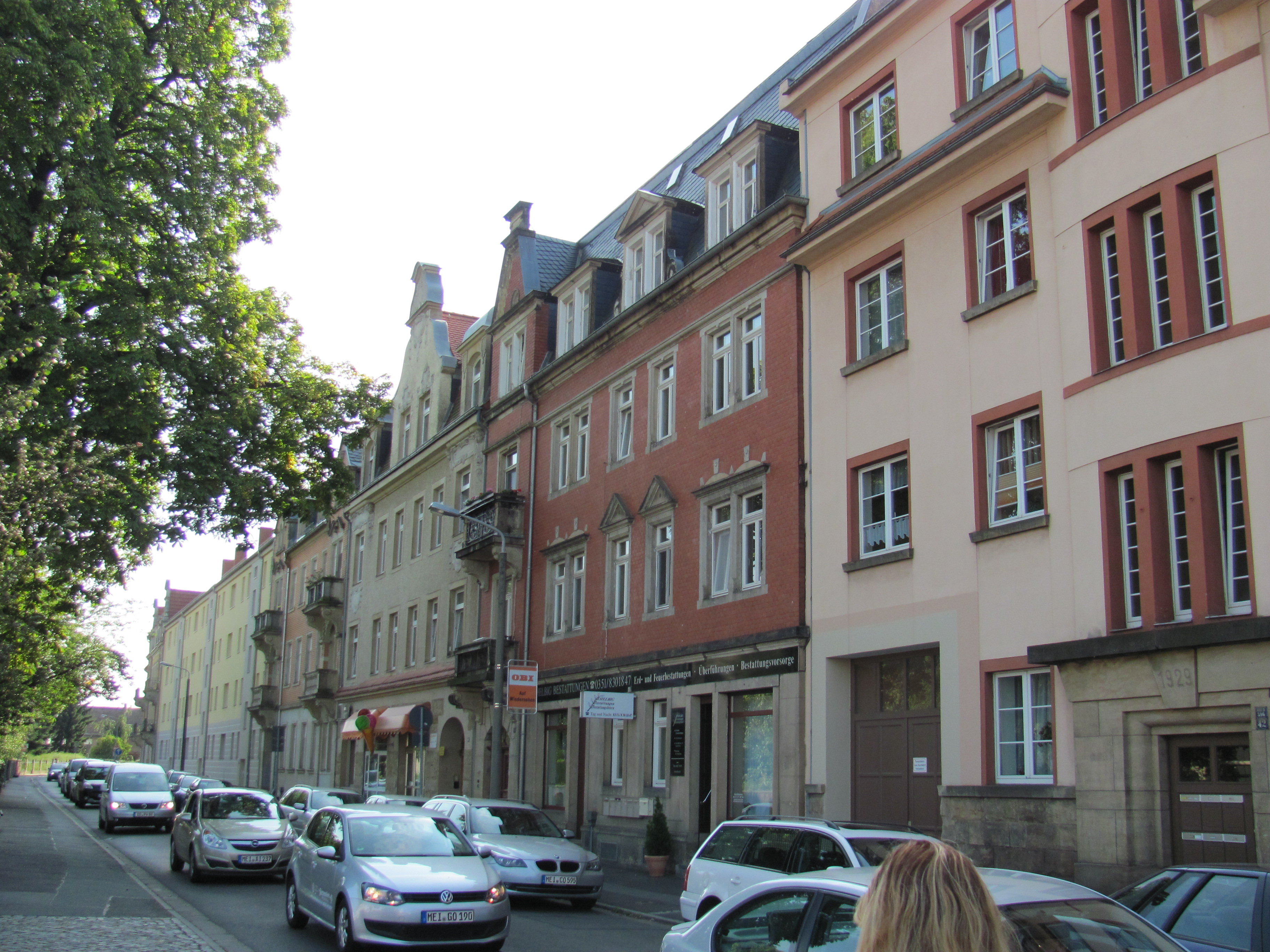
Geschlossene Bebauung in der Hermann-Ilgen-Straße

Die Liste der denkmalgeschützten Wohn- und Geschäftshäuser, Siedlungs- und Mietshäuser in Radebeul gibt eine Übersicht über die unter Denkmalschutz stehenden Wohn- und Geschäftshäuser, Siedlungs- und Mietshäuser in der sächsischen Stadt Radebeul:

## Legende
Die in der Tabelle verwendeten Spalten listen die im Folgenden erläuterten Informationen auf:
- Name, Bezeichnung: Bezeichnung des einzelnen Objekts.
- Adresse, Koordinaten: Heutige Straßenadresse, Lagekoordinaten.

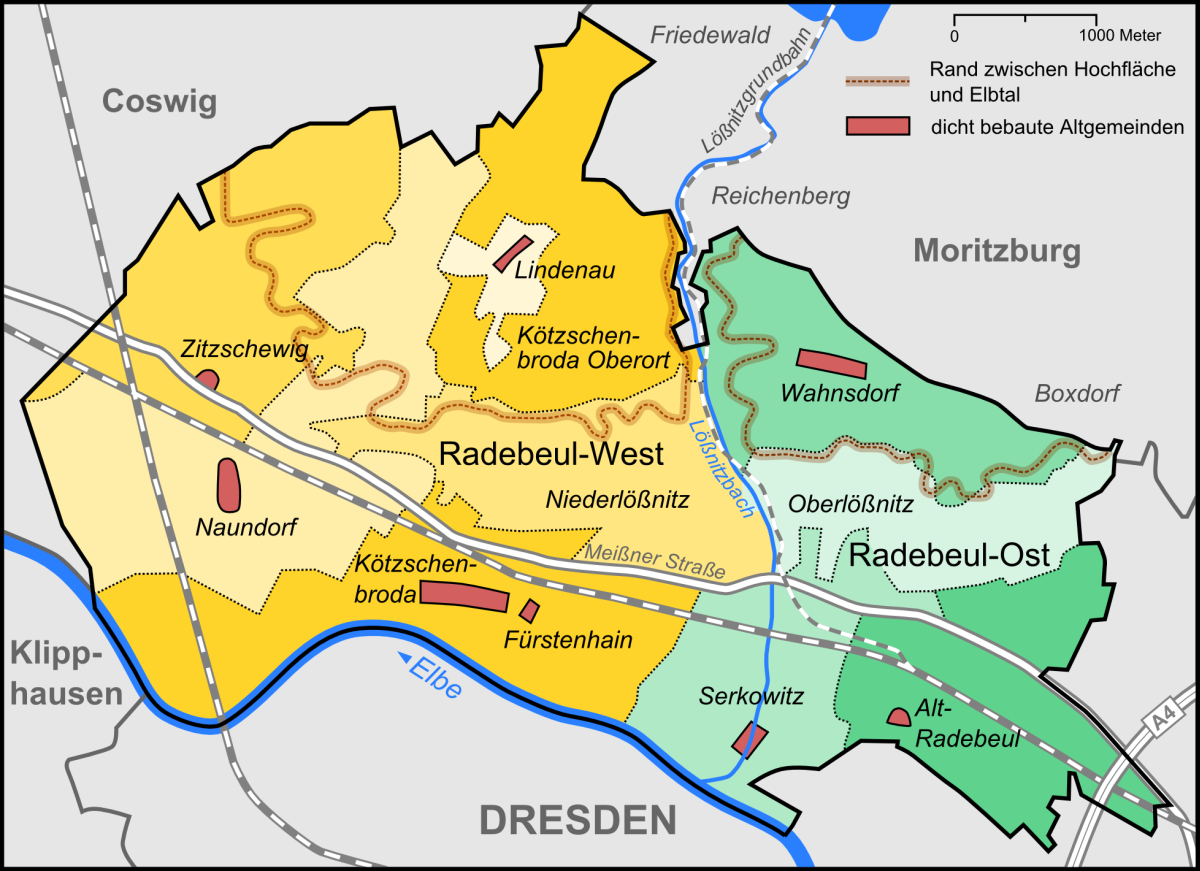
Übersicht über die Lage der Radebeuler Stadtteile

- Stadtteil: Heutiger Radebeuler Stadtteil, so wie in der hiesigen Karte dargestellt.
  - FUE: Fürstenhain
  - KOE: Kötzschenbroda
  - KOO: Kötzschenbroda-Oberort
  - LIN: Lindenau
  - NAU: Naundorf
  - NDL: Niederlößnitz
  - OBL: Oberlößnitz
  - RAD: Alt-Radebeul
  - SER: Serkowitz
  - WAH: Wahnsdorf
  - ZIT: Zitzschewig
- Datum: Besondere Baujahre, so weit bekannt oder ableitbar, teilweise auch Datum der Ersterwähnung der Liegenschaft.
- Baumeister, Architekten: Baumeister, Architekten und weitere Kunstschaffende.
- Art des Kulturdenkmals, Bemerkung: Nähere Erläuterung über den Denkmalstatus, Umfang der Liegenschaft und ihre Besonderheiten.[1]
 Kürzelverzeichnis:
  - ED: Das Objekt ist, wie alle hier aufgeführten Objekte, ein Einzeldenkmal. Zusätzlich ist es:
  - SG: Das Objekt ist Teil einer denkmalpflegerischen Sachgesamtheit.
  - DNA: Das Objekt ist eine denkmalpflegerische Nebenanlage.
- Bild: Foto des Hauptobjekts.

## Wohn- und Geschäftshäuser, Siedlungs- und Mietshäuser
| Name, Bezeichnung                                                             | Adresse, Koordinaten                                       | Stadtteil | Datum                           | Baumeister, Architekten                                                          | Art des Kulturdenkmals, Bemerkung | Bild |
| ----------------------------------------------------------------------------- | ---------------------------------------------------------- | --------- | ------------------------------- | -------------------------------------------------------------------------------- | --- | --- |
| Wohnanlage Ahornstraße                                                        | Ahornstraße 5/7 (Lage)                                     | RAD       | 1911                            | Hermann Barth (Entwurf), Hörnig & Barth (Bau)                                    | Wohnanlage, siehe auch Ahornstraße 9, Trachauer Straße 1 | Wohnanlage Ahornstraße; Ahornstraße 5/7/9                                                                 |
| Wohnanlage Ahornstraße                                                        | Ahornstraße 9 (Lage)                                       | RAD       | 1911                            | Hermann Barth (Entwurf), Hörnig & Barth (Bau)                                    | Wohnanlage, siehe auch Ahornstraße 5/7, Trachauer Straße 1 | Wohnanlage Ahornstraße; Ahornstraße 5/7/9                                                                 |
| Siedlungshäuser Rosa-Luxemburg-Platz                                          | Alfred-Naumann-Straße 13, Heinrich-Zille-Straße 46 (Lage)  | NDL       | 1924                            |                                                                                  | ED DNA. Wohnanlage mit gestalteter Grünfläche (siehe auch Rosa-Luxemburg-Platz 2, 3 und Heinrich-Zille-Str. 46) | Siedlungshäuser Rosa-Luxemburg-Platz, Alfred-Naumann-Straße 13, Heinrich-Zille-Straße 46                  |
| Siedlungshäuser Rosa-Luxemburg-Platz                                          | Alfred-Naumann-Straße 15, Rosa-Luxemburg-Platz 2, 3 (Lage) | NDL       | 1924                            |                                                                                  | ED DNA. Wohnanlage mit gestalteter Grünfläche (siehe auch Rosa-Luxemburg-Platz 2, 3 und Heinrich-Zille-Str. 46) | Rosa-Luxemburg-Platz 2, 3                                                                                 |
| Wohn- und Geschäftshaus Altkötzschenbroda 8                                   | Altkötzschenbroda 8 (Lage)                                 | KOE       | 1912                            |                                                                                  | Mietshaus in Ecklage | Wohn- und Geschäftshaus Altkötzschenbroda 8                                                               |
| Wohn- und Geschäftshaus Altkötzschenbroda 11                                  | Altkötzschenbroda 11 (Lage)                                | KOE       | 1861, 1926 Ladeneinbau          | August Große                                                                     | Wohnhaus mit Laden | Wohn- und Geschäftshaus Altkötzschenbroda 11                                                              |
| Wohn- und Geschäftshaus Ernst Wilhelm Göhler                                  | Altkötzschenbroda 15 (Lage)                                | KOE       | 1882/83                         | Moritz Große                                                                     | Wohnhaus | Wohn- und Geschäftshaus Ernst Wilhelm Göhler                                                              |
| Schwarze Seele                                                                | Altkötzschenbroda 19 (Lage)                                | KOE       | 1839                            |                                                                                  | Wohnhaus mit Gaststätte | Schwarze Seele                                                                                            |
| Wohn- und Geschäftshaus Johann August Weißhaar                                | Altkötzschenbroda 28 (Lage)                                | KOE       | 1900/01                         | F. A. Bernhard Große                                                             | Mietshaus in Ecklage | Wohn- und Geschäftshaus Johann August Weißhaar                                                            |
| Wohn- und Geschäftshaus Altkötzschenbroda 32                                  | Altkötzschenbroda 32 (Lage)                                | KOE       | 1. H. 19. Jh., 1897/98          | Adolf Neumann (Ladeneinbau)                                                      | Wohnhaus mit Ladeneinbau. Besitzer: Anton Weck | Wohn- und Geschäftshaus Altkötzschenbroda 32                                                              |
| Alte Apotheke                                                                 | Altkötzschenbroda 48, 48a-d (Lage)                         | KOE       | um 1760                         |                                                                                  | Ehemalige Apotheke. Wohnhaus mit Gaststätte, Seitengebäude und Torpfeilern eines Bauernhofs | Alte Apotheke                                                                                             |
| Wohn- und Geschäftshaus Altkötzschenbroda 62                                  | Altkötzschenbroda 62 (Lage)                                | KOE       | 1. H. 19. Jh., 1863             | Große (Aufstockung)                                                              | Wohnhaus, im EG Fleischerladen mit ursprünglicher Ausstattung | Wohn- und Geschäftshaus Altkötzschenbroda 62                                                              |
| Siedlung der Baugenossenschaft zu Radebeul                                    | An der Siedlung 6 (Lage)                                   | RAD       | 1926                            | Max Czopka (Entwurf), Johannes Eisold (Bau)                                      | Wohnhaus der Baugenossenschaft zu Radebeul, mit abgerundeter Mauerführung, Holzlattenzaun und kleinem Hintergebäude (wohl Waschhaus), gestalterisch zu Nr. 8 in Beziehung gesetzt                                                                    | Vierfamilien-Siedlungshaus An der Siedlung 6                                                              |
| Siedlung der Baugenossenschaft zu Radebeul                                    | An der Siedlung 8 (Lage)                                   | RAD       | 1926                            | Max Czopka (Entwurf), Johannes Eisold (Bau)                                      | Wohnhaus der Baugenossenschaft zu Radebeul, mit abgerundeter Mauerführung und Holzlattenzaun (siehe auch Nr. 6) wie Nr. 6, möglicherweise Teil der Siedlung zwischen Dresdner Straße und An der Siedlung (weitere Angaben siehe Dresdner Str. 87/89) | Vierfamilien-Siedlungshaus An der Siedlung 8                                                              |
| Wohnhaus August-Bebel-Straße 17                                               | August-Bebel-Straße 17 (Lage)                              | RAD       | 1928/29                         |                                                                                  | Gebäude einer Wohnanlage der Heimstättengesellschaft Sachsen, mit Einfriedung (s. a. Nr. 19) | Wohnhaus August-Bebel-Straße 17                                                                           |
| Wohnhaus August-Bebel-Straße 19                                               | August-Bebel-Straße 19 (Lage)                              | RAD       | 1928/29                         |                                                                                  | Gebäude einer Wohnanlage der Heimstättengesellschaft Sachsen, mit Einfriedung (s. a. Nr. 17) | Wohnhaus August-Bebel-Straße 19                                                                           |
| Mietshaus August-Bebel-Straße 20, Lößnitzschlösschen                          | August-Bebel-Straße 20 (Lage)                              | RAD       | 1895, 1898, 1906                |                                                                                  | Mietshaus mit Nebengebäude, in Ecklage | Ehemalige Gaststätte Lößnitzschlösschen                                                                   |
| Mietshaus Augustusweg 13a                                                     | Augustusweg 13a (Lage)                                     | SER       | 1905, 2006                      | Paul Becher                                                                      | Mietshaus mit Jugendstilfassade, in Ecklage. Ehemals Rosenstraße 19 | Mietshaus Augustusweg 13a                                                                                 |
| Wohn- und Geschäftshaus August Döbler, Culmbacher Hof, Palasttheater (Kino)   | Bahnhofstraße 7 (Lage)                                     | KOE       | 1895/96                         | Fritz Mühlberg                                                                   | Wohn- und Geschäftshaus in geschlossener Bebauung. Ehemals Hotel bzw. Kino. Sparkasse Kötzschenbroda. | Culmbacher Hof                                                                                            |
| Wohn- und Geschäftshaus Bahnhofstraße 8                                       | Bahnhofstraße 8 (Lage)                                     | KOE       | um 1898                         |                                                                                  | Wohn- und Geschäftshaus in geschlossener Bebauung | Wohn- und Geschäftshaus Bahnhofstraße 8                                                                   |
| Wohn- und Geschäftshaus Bahnhofstraße 8a                                      | Bahnhofstraße 8a (Lage)                                    | KOE       | 1898                            |                                                                                  | Wohn- und Geschäftshaus in geschlossener Bebauung | Wohn- und Geschäftshaus Bahnhofstraße 8a                                                                  |
| Lößnitzperle                                                                  | Bahnhofstraße 11 (Lage)                                    | KOE       | 1863                            | Moritz Große                                                                     | Ehemaliges Bahnhofshotel, dann Gaststätte, heute Geschäftshaus | Lößnitzperle                                                                                              |
| Wohn- und Geschäftshaus Bahnhofstraße 12                                      | Bahnhofstraße 12 (Lage)                                    | KOE       | 1928                            |                                                                                  | Wohn- und Geschäftshaus | Wohn- und Geschäftshaus Bahnhofstraße 12                                                                  |
| Wohn- und Geschäftshaus Bahnhofstraße 12b, Kaiserliches Postamt               | Bahnhofstraße 12b (Lage)                                   | KOE       | 1888/89                         | F. A. Bernhard Große (Entwurf)                                                   | Ehemalige Post, Wohn- und Geschäftshaus in Ecklage | Wohn- und Geschäftshaus Bahnhofstraße 12b                                                                 |
| Wohn- und Geschäftshaus Bahnhofstraße 17                                      | Bahnhofstraße 17 (Lage)                                    | KOE       | 1895                            | F. A. Bernhard Große                                                             | Mietshaus mit Laden, in geschlossener Bebauung (ersetzte das 1866 von August Große errichtete Wohnhaus) | Wohn- und Geschäftshaus Bahnhofstraße 17                                                                  |
| Apotheke zu Kötzschenbroda                                                    | Bahnhofstraße 19 (Lage)                                    | KOE       | 1867, 1904, 1907                | August Große, Georg Heinsius von Mayenburg (Entwurf Umbau), Alfred Große (Umbau) | Apotheke mit Nebengebäude. Besitzer: Hermann Ilgen, Curt Adolf Schnabel | Heutige Stadtapotheke in Kötzschenbroda                                                                   |
| Sparkassengebäude Kötzschenbroda                                              | Bahnhofstraße 20, Hermann-Ilgen-Straße 28 (Lage)           | KOE       | 1934/35                         | Gebrüder Kießling, Burkhart Ebe (Reliefs)                                        | Sparkasse Wohn- und Geschäftshaus in Ecklage. Sparkasse Kötzschenbroda | Verwaltungs-, Geschäfts- und Wohngebäude der Sparkasse Kötzschenbroda                                     |
| Siedlung der Baugenossenschaft zu Radebeul                                    | Barthübelstraße 1/3 (Lage)                                 | RAD       | 1935                            | Max Czopka                                                                       | Doppelwohnhaus einer Wohnsiedlung der Baugenossenschaft zu Radebeul (siehe auch Birken-, Garten- und Trachauer Straße) | Barthübelstraße 1/3                                                                                       |
| Siedlung der Baugenossenschaft zu Radebeul                                    | Birkenstraße 2 (Lage)                                      | RAD       | 1925/26                         | Max Czopka                                                                       | Wohnhaus der Baugenossenschaft zu Radebeul | Birkenstr. 2                                                                                              |
| Siedlung der Baugenossenschaft zu Radebeul                                    | Birkenstraße 13 (Lage)                                     | RAD       | 1925/26                         | Max Czopka                                                                       | Wohnhaus der Baugenossenschaft zu Radebeul | Birkenstr. 13                                                                                             |
| Wohn- und Geschäftshaus Borstraße 54                                          | Borstraße 54 (Lage)                                        | NDL       | 1904–08                         | Adolf Neumann (Entwurf Felix Sommer)                                             | Mietshaus in Ecklage | Wohn- und Geschäftshaus Borstraße 54                                                                      |
| Siedlung der Landessiedlungsgesellschaft Sachsen                              | Brockwitzer Straße 2, 4 (Lage)                             | NAU       | 1938/39                         | Albert Patitz (Entwurf), Gert Eisold (Bau), Burkhart Ebe (Relief)                | Markantes Doppelwohnhaus einer Siedlung, an der Vorderseite zwei figürliche Reliefs, eines mit Datierung und Signet B.E. | Brockwitzer Straße 2/4                                                                                    |
| Max Gießmanns Restaurant zum Badhotel, Badhotel Niederlößnitz, Badschlösschen | Burgstraße 2 (Lage)                                        | NDL       | 1720 und 1791, 1862/63, 1884/85 | Adolf Neumann (Aufstockung)                                                      | Ehemalige Winzerhäuser, ehemaliges Restaurant mit Hotelbetrieb und öffentlichem Wannenbad, 1919 zum Wohnhaus umgebaut. | Ehemaliges Badhotel                                                                                       |
| Villa Elisabeth, Villa Goethe                                                 | Clara-Zetkin-Straße 11 (Lage)                              | RAD       | 1899–1902                       |                                                                                  | Villenartiges Mietshaus mit Einfriedung, in Ecklage | Villa Elisabeth                                                                                           |
| Heimstättensiedlung Damaschkeweg                                              | Damaschkeweg 3–13 (Lage)                                   | RAD       | 1928–30                         | Max Czopka                                                                       | Reihenhäuser einer Wohnsiedlung („Kriegersiedlung des Reichsbundes“) | Heimstättensiedlung Damaschkeweg; Damaschkeweg 3/5/7/9/11/13                                              |
| Heimstättensiedlung Damaschkeweg                                              | Damaschkeweg 4–14 (Lage)                                   | RAD       | 1928–30                         | Max Czopka                                                                       | Reihenhäuser einer Wohnsiedlung („Kriegersiedlung des Reichsbundes“) | Heimstättensiedlung Damaschkeweg; Damaschkeweg 4/6/8/10/12/14                                             |
| Heimstättensiedlung Damaschkeweg                                              | Damaschkeweg 15–25 (Lage)                                  | RAD       | 1928–30                         | Max Czopka                                                                       | Reihenhäuser einer Wohnsiedlung („Kriegersiedlung des Reichsbundes“) | Heimstättensiedlung Damaschkeweg; Damaschkeweg 15/17/19/21/23/25                                          |
| Heimstättensiedlung Damaschkeweg                                              | Damaschkeweg 16–26 (Lage)                                  | RAD       | 1928–30                         | Max Czopka                                                                       | Reihenhäuser einer Wohnsiedlung („Kriegersiedlung des Reichsbundes“) | Heimstättensiedlung Damaschkeweg; Damaschkeweg 16/18/20/22/24/26                                          |
| Heimstättensiedlung Damaschkeweg                                              | Damaschkeweg 28/30 (Lage)                                  | RAD       | um 1925                         |                                                                                  | Doppelwohnhaus einer Wohnsiedlung zwischen Dresdner Straße und An der Siedlung (siehe auch Dresdner Straße 87/89) | Heimstättensiedlung Damaschkeweg; Damaschkeweg 28/30                                                      |
| Siedlung der Baugenossenschaft Kötzschenbroda                                 | Dr.-Külz-Straße 16 (Lage)                                  | NDL       | 1925–29                         | Willy Schubert                                                                   | ED SG. Wohnhaus einer Wohnsiedlung | Siedlungshaus Dr.-Külz-Straße 16                                                                          |
| Siedlung der Baugenossenschaft Kötzschenbroda                                 | Dr.-Külz-Straße 18/20 (Lage)                               | NDL       | 1928/29                         | Gebrüder Kießling (Entwurf), Felix Sommer (Bau)                                  | ED SG. Doppelwohnhaus einer Wohnsiedlung | Siedlungshaus Dr.-Külz-Straße 18/20                                                                       |
| Mietshaus Dr.-Külz-Straße 21                                                  | Dr.-Külz-Straße 21 (Lage)                                  | NDL       | 1899/1900                       | Hugo Große                                                                       | Mietshaus mit Läden, in Ecklage | Mietshaus Dr.-Külz-Straße 21                                                                              |
| Siedlung der Baugenossenschaft Kötzschenbroda                                 | Dr.-Külz-Straße 22 (Lage)                                  | NDL       | 1929                            | Felix Sommer                                                                     | ED SG. Wohnhaus einer Wohnsiedlung | Siedlungshaus Dr.-Külz-Straße 22                                                                          |
| Siedlung der Baugenossenschaft Kötzschenbroda                                 | Dr.-Külz-Straße 24/26 (Lage)                               | NDL       | 1924/25                         | Willy Schubert                                                                   | ED SG. Doppelwohnhaus einer Wohnsiedlung | Siedlungshaus Dr.-Külz-Straße 24/26                                                                       |
| Gröba-Siedlung                                                                | Dr.-Külz-Straße 40 (Lage)                                  | NDL       | 1924/25                         |                                                                                  | Wohnhaus | Gröba-Siedlung; Dr.-Külz-Straße 40                                                                        |
| Mietshaus Dr.-Rudolf-Friedrichs-Straße 11                                     | Dr.-Rudolf-Friedrichs-Straße 11 (Lage)                     | KOE       | 1890/91                         | F. W. Eisold                                                                     | Mietshaus in Ecklage | Mietshaus Dr.-Rudolf-Friedrichs-Straße 11                                                                 |
| Gröba-Siedlung                                                                | Dr.-Rudolf-Friedrichs-Straße 22 (Lage)                     | NDL       | 1924/25                         |                                                                                  | ED SG. Wohnhaus einer Wohnanlage | Gröba-Siedlung Dr.-Rudolf-Friedrichs-Straße 22                                                            |
| Gröba-Siedlung                                                                | Dr.-Rudolf-Friedrichs-Straße 24/26 (Lage)                  | NDL       | 1924/25                         | Alfred Tischer                                                                   | ED SG. Doppelwohnhaus einer Wohnanlage | Gröba-Siedlung Dr.-Rudolf-Friedrichs-Straße 24/26                                                         |
| Mietshaus Bruno Schwarz                                                       | Dresdner Straße 11 (Lage)                                  | RAD       | 1902                            |                                                                                  | Mietshaus | Mietshaus Bruno Schwarz                                                                                   |
| Siedlung der Baugenossenschaft zu Radebeul                                    | Dresdner Straße 87/89 (Lage)                               | RAD       | 1926                            | Max Czopka (Entwurf), Johannes Eisold (Bau)                                      | Doppelwohnhaus der Baugenossenschaft zu Radebeul, einer Wohnsiedlung zwischen Dresdner Straße und An der Siedlung (siehe auch Nr. 91–99, An der Siedlung 6–16, Damaschkeweg und Seestraße 21–29, 22–32)                                              | Sechsfamilien-Doppelhaus Dresdner Straße 87/89                                                            |
| Wohnanlage Seestraße                                                          | Dresdner Straße 91, Seestraße 21, 23 (Lage)                | RAD       | 1912                            | Bruno Findeisen (Entwurf), Johannes Eisold (Bau)                                 | Wohnhauszeile (zusammen mit Seestraße 21/23) einer Wohnsiedlung zwischen Dresdner Straße und An der Siedlung (siehe auch Dresdner Straße 87/89) | Mehrfamilienhaus Seestraße 21/23, Dresdner Straße 91                                                      |
| Siedlung der Baugenossenschaft zu Radebeul                                    | Dresdner Straße 97/99 (Lage)                               | RAD       | 1931                            | Max Czopka                                                                       | Doppelwohnhaus einer Wohnsiedlung der Baugenossenschaft zu Radebeul zwischen Dresdner Straße und An der Siedlung (siehe auch Dresdner Straße 87/89)                                                                                                  | Neunfamilien-Siedlungshaus Dresdner Straße 97/99                                                          |
| Mietshaus Anna Frackenpohl                                                    | Dürerstraße 2a (Lage)                                      | KOE       | 1895/96                         | Julius Förster                                                                   | Mietshaus in Ecklage. Ehemals Meißner Straße 209 | Mietshaus Anna Frackenpohl                                                                                |
| Hertwig-Bünger-Heim                                                           | Einsteinstraße 30, Lessingstraße 1 (Lage)                  | RAD       | 1929                            | Alfred Tischer (Entwurf), Alwin Höhne (Bau)                                      | Ehemaliges Feierabendheim „Käte Niederkirchner“, Wohnanlage, originale Teile der Einfriedung, Eckpavillon. Benannt nach Doris Hertwig-Bünger | Hertwig-Bünger-Heim                                                                                       |
| Wohn- und Geschäftshaus Forststraße 13                                        | Forststraße 13 (Lage)                                      | RAD       | um 1890                         |                                                                                  | Wohn- und Geschäftshaus | Wohn- und Geschäftshaus Forststraße 13                                                                    |
| Mietshaus Friedhofstraße 4                                                    | Friedhofstraße 4 (Lage)                                    | SER       | 1899                            |                                                                                  | Mietshaus mit Ausmalung im Treppenhaus | Mietshaus Friedhofstraße 4                                                                                |
| Siedlung „Eisoldsche Häuser“                                                  | Friedhofstraße 8 (Lage)                                    | SER       | 1914/15                         | Kurt Quester und Johann Georg Seifert                                            | Doppelwohnhaus mit Einfriedung, zusammen mit Paul-Gerhardt-Straße 2, Teil einer Wohnanlage | Siedlung „Eisoldsche Häuser“, Friedhofstraße 8, Paul-Gerhardt-Straße 2                                    |
| Siedlung „Eisoldsche Häuser“                                                  | Friedhofstraße 10, 12, 14 (Lage)                           | SER       | 1913/14                         | Kurt Quester und Johann Georg Seifert                                            | Wohnhauszeile (zusammen mit Paul-Gerhardt-Straße 1) mit Einfriedung, Teil einer Wohnanlage | Siedlung „Eisoldsche Häuser“, Friedhofstraße 10/12/14, Paul-Gerhardt-Straße 1                             |
| Siedlung der Vereinigten Strohstoff-Fabriken Coswig                           | Friedrich-List-Straße 8, Kötitzer Straße 125 (Lage)        | NAU       | 1913/14                         | F. A. Bernhard Große                                                             | Doppelwohnhaus (zusammen mit Kötitzer Straße 125) einer Wohnsiedlung | Kötitzer Straße 125 / Friedrich-List-Straße 8                                                             |
| Siedlung der Vereinigten Strohstoff-Fabriken Coswig                           | Friedrich-List-Straße 10, 12 (Lage)                        | NAU       | 1913/14                         | F. A. Bernhard Große                                                             | Doppelwohnhaus einer Wohnsiedlung | Friedrich-List-Straße 10/12                                                                               |
| Wohn- und Geschäftshaus Hermann Friedrich Hörnig                              | Gartenstraße 10 (Lage)                                     | RAD       | 1895/96                         |                                                                                  | Mietshaus mit Laden, in Ecklage | Wohn- und Geschäftshaus Hermann Friedrich Hörnig                                                          |
| Mietshaus Gartenstraße 12                                                     | Gartenstraße 12 (Lage)                                     | RAD       | 1899/1900                       | Hörnig & Barth                                                                   | Mietshaus | Mietshaus Gartenstraße 12                                                                                 |
| Mietshaus Gartenstraße 14                                                     | Gartenstraße 14 (Lage)                                     | RAD       | 1899–1901                       | Hörnig & Barth                                                                   | Mietshaus in offener Bebauung | Mietshaus Gartenstraße 14                                                                                 |
| Siedlung der Baugenossenschaft zu Radebeul                                    | Gartenstraße 23 (Lage)                                     | RAD       | 1926/27                         | Max Czopka                                                                       | Wohnhaus der Baugenossenschaft zu Radebeul, mit Einfriedung | Sechsfamilien-Wohnhaus Gartenstraße 23                                                                    |
| Mietshaus Gartenstraße 25                                                     | Gartenstraße 25 (Lage)                                     | RAD       | 1899                            | Carl Käfer                                                                       | Mietshaus | Mietshaus Gartenstraße 25                                                                                 |
| Wohn- und Geschäftshaus Heinrich Vetters                                      | Gartenstraße 29 (Lage)                                     | RAD       | 1903                            |                                                                                  | Miets- und Geschäftshaus in Ecklage | Wohn- und Geschäftshaus Heinrich Vetters                                                                  |
| Mietshaus Heinrich Vetters                                                    | Gartenstraße 34 (Lage)                                     | RAD       | 1904                            | Benno Hübel                                                                      | Mietvilla | Mietshaus Heinrich Vetters                                                                                |
| Wohn- und Geschäftshaus Bernhard Deckert                                      | Gartenstraße 45 (Lage)                                     | RAD       | 1904                            |                                                                                  | Mietshaus mit Laden, in Ecklage | Wohn- und Geschäftshaus Bernhard Deckert                                                                  |
| Mietshaus Ernst Paul Gärtner                                                  | Gartenstraße 48 (Lage)                                     | RAD       | 1904/05                         | Ernst Paul Gärtner                                                               | Mietvilla | Mietshaus Ernst Paul Gärtner                                                                              |
| Mietshaus Richard Jacob                                                       | Gartenstraße 58 (Lage)                                     | RAD       | 1911/12                         | Bruno Findeisen (Entwurf)                                                        | Mietshaus | Mietshaus Richard Jacob                                                                                   |
| Mietshaus Gartenstraße 61                                                     | Gartenstraße 61 (Lage)                                     | RAD       | 1903/04                         | Carl Käfer                                                                       | Mietshaus | Mietshaus Gartenstraße 61                                                                                 |
| Wohn- und Geschäftshaus Friedrich August Höppner                              | Gradsteg 1 (Lage)                                          | KOE       | 1887                            | Moritz Große                                                                     | Wohnhaus mit Läden | Wohn- und Geschäftshaus Friedrich August Höppner                                                          |
| Grafe-Haus                                                                    | Gradsteg 1b, Hermann-Ilgen-Straße 62 (Lage)                | KOE       | 1895                            | Julius Förster                                                                   | Mietshaus mit Laden, in Ecklage und in geschlossener Bebauung | Grafe-Haus, Gradsteg 1b                                                                                   |
| Gröba-Siedlung                                                                | Gröbastraße 1/3/5 (Lage)                                   | NDL       | 1924/25                         | Alfred Tischer                                                                   | ED SG. Wohnhauszeile einer Wohnanlage | Gröba-Siedlung Gröbastraße 1/3/5                                                                          |
| Doppelwohnhaus Gröbastraße 14/16                                              | Gröbastraße 14/16 (Lage)                                   | NDL       | 1924/25                         | Gebrüder Kießling (Entwurf), Alwin Höhne (Bau)                                   | Doppelwohnhaus des Elektrizitätsverbands Gröba | Gröba-Siedlung Gröbastraße 14/16                                                                          |
| Wohn- und Geschäftshaus Paul Pönitz                                           | Güterhofstraße 1 (Lage)                                    | KOE       | 1912/13                         | Felix Sommer                                                                     | Wohn- und Geschäftshaus in halboffener Bebauung. Erster Verlagssitz des Neumann Verlags | Wohn- und Geschäftshaus Paul Pönitz                                                                       |
| Kurhaus Wettin, Haus Haideberg                                                | Haidebergstraße 20 (Lage)                                  | OBL       | 1908/09                         | F. W. Eisold, Oskar Menzel (Entwurf)                                             | Ehemaliges Gasthaus, zeitweise Krankenhausgebäude des Krankenhauses Dresden-Neustadt, mit Brunnenhaus, heute Wohnhaus | Kurhaus Wettin                                                                                            |
| Wohnanlage Robert-Werner-Platz                                                | Hauptstraße 1 (Lage)                                       | RAD       | 1919–21                         | Otto Faber                                                                       | Wohnanlage der Baugenossenschaft zu Radebeul (siehe auch Mittelstraße 2–10 und Robert-Werner-Platz 10) | Wohnanlage Robert-Werner-Platz: Hauptstraße 1                                                             |
| Funkenburg, Wohn- und Geschäftshaus Hauptstraße 4                             | Hauptstraße 4 (Lage)                                       | RAD       | um 1880                         |                                                                                  | Mietshaus. Seit 2010 ist das sanierte Gebäude Sitz des Radebeuler Amts für Bildung, Jugend und Soziales. | Wohn- und Geschäftshaus Hauptstraße 4 (Radebeuler Sozialrathaus)                                          |
| Funkenburg, Wohn- und Geschäftshaus Hauptstraße 6                             | Hauptstraße 6 (Lage)                                       | RAD       | 1913                            | Ferdinand Severitt                                                               | Wohn- und Geschäftshaus | Wohn- und Geschäftshaus Hauptstraße 6                                                                     |
| Funkenburg, Wohn- und Geschäftshaus Hauptstraße 8                             | Hauptstraße 8 (Lage)                                       | RAD       | um 1910                         |                                                                                  | Mietshaus mit Laden, in Ecklage. Bewohner Paul Martin Leonhardt | Wohn- und Geschäftshäuser Hauptstraße 6 und 8                                                             |
| Wohn- und Geschäftshaus Richard Lindner                                       | Sidonienstraße 2i Hauptstraße 9 (Lage)                     | RAD       | 1891                            | F. A. Bernhard Große                                                             | Wohn- und Geschäftshaus; Adresse in Sidonienstraße 2i geändert | Wohn- und Geschäftshaus Richard Lindner                                                                   |
| Wohn- und Geschäftshaus Hauptstraße 11                                        | Hauptstraße 11 (Lage)                                      | RAD       | 1906/07                         | Johannes Heinsius                                                                | Wohn- und Geschäftshaus | Wohn- und Geschäftshaus Hauptstraße 11                                                                    |
| Wohn- und Geschäftshaus Hauptstraße 15                                        | Hauptstraße 15 (Lage)                                      | RAD       | 1882, 1899, 1910                |                                                                                  | Wohn- und Geschäftshaus, Umbau aus Villa | Wohn- und Geschäftshaus Hauptstraße 15                                                                    |
| Wohn- und Geschäftshaus Johann Bernhard Tutsch                                | Hauptstraße 16, 16a (Lage)                                 | RAD       | 1884, 1926                      | F. A. Bernhard Große, Max Czopka (Ladenanbau)                                    | Wohn- und Geschäftshaus | Wohn- und Geschäftshaus Johann Bernhard Tutsch                                                            |
| Wohn- und Geschäftshaus Hauptstraße 20                                        | Hauptstraße 20 (Lage)                                      | RAD       | um 1895                         |                                                                                  | Mietshaus mit Laden, in Ecklage | Ansicht von der Hauptstraße aus Richtung Bahnhof                                                          |
| Wohn- und Geschäftshaus Hauptstraße 22                                        | Hauptstraße 22 (Lage)                                      | RAD       | 1903                            |                                                                                  | Mietshaus, „charakteristisches kleinstädtisches Wohnhaus der Zeit um 1900, bau- und stadtentwicklungsgeschichtlich bedeutend“ | Wohn- und Geschäftshaus Hauptstraße 22                                                                    |
| Wohn- und Geschäftshaus Hauptstraße 25/27                                     | Hauptstraße 25/27 (Lage)                                   | RAD       | 1901/02                         | Oskar Menzel                                                                     | Wohn- und Geschäftshaus | Hausansicht von der Seite der Einkaufspassage                                                             |
| Siedlung der Baugenossenschaft Kötzschenbroda                                 | Heinrich-Zille-Straße 20 (Lage)                            | NDL       | 1928/29                         | Gebrüder Kießling (Entwurf), Felix Sommer (Bau)                                  | ED SG. Wohnhaus einer Wohnsiedlung | Siedlungshaus Heinrich-Zille-Straße 20                                                                    |
| Siedlung der Baugenossenschaft Kötzschenbroda                                 | Heinrich-Zille-Straße 22 (Lage)                            | NDL       | 1931                            | Willy Schubert                                                                   | ED SG. Wohnhaus einer Wohnsiedlung | Siedlungshaus Heinrich-Zille-Straße 22                                                                    |
| Siedlung der Baugenossenschaft Kötzschenbroda                                 | Heinrich-Zille-Straße 24 (Lage)                            | NDL       | 1928–30                         | Willy Schubert                                                                   | ED SG. Wohnhaus einer Wohnsiedlung | Siedlungshaus Heinrich-Zille-Straße 24                                                                    |
| Siedlung der Baugenossenschaft Kötzschenbroda                                 | Heinrich-Zille-Straße 26 (Lage)                            | NDL       | 1928/29                         | Willy Schubert                                                                   | ED SG. Wohnhaus einer Wohnsiedlung | Siedlungshaus Heinrich-Zille-Straße 26                                                                    |
| Siedlung der Baugenossenschaft Kötzschenbroda                                 | Heinrich-Zille-Straße 28 (Lage)                            | NDL       | 1930/31                         | Willy Schubert                                                                   | ED SG. Wohnhaus einer Wohnsiedlung | Siedlungshaus Heinrich-Zille-Straße 28                                                                    |
| Siedlung der Baugenossenschaft Kötzschenbroda                                 | Heinrich-Zille-Straße 30 (Lage)                            | NDL       | 1931                            | Willy Schubert                                                                   | ED SG. Wohnhaus einer Wohnsiedlung | Siedlungshaus Heinrich-Zille-Straße 30                                                                    |
| Siedlung der Baugenossenschaft Kötzschenbroda                                 | Heinrich-Zille-Straße 32 (Lage)                            | NDL       | 1928/29                         | Gebrüder Kießling (Entwurf), Alfred Große (Bau)                                  | ED SG. Wohnhaus einer Wohnsiedlung | Siedlungshaus Heinrich-Zille-Straße 32                                                                    |
| Siedlung der Baugenossenschaft Kötzschenbroda                                 | Heinrich-Zille-Straße 34 (Lage)                            | NDL       | 1928/29                         | Gebrüder Kießling                                                                | ED SG. Wohnhaus einer Wohnsiedlung | Siedlungshaus Heinrich-Zille-Straße 34                                                                    |
| Siedlungshäuser Rosa-Luxemburg-Platz                                          | Heinrich-Zille-Straße 46, Alfred-Naumann-Straße 13 (Lage)  | NDL       | 1924                            |                                                                                  | ED DNA. Wohnanlage mit gestalteter Grünfläche, siehe auch Alfred-Naumann-Straße 13, 15 und Rosa-Luxemburg-Platz 2, 3 | Siedlungshäuser Rosa-Luxemburg-Platz, Heinrich-Zille-Straße 46, Alfred-Naumann-Straße 13                  |
| Villa Fiedler                                                                 | Hellerstraße 9 (Lage)                                      | RAD       | um 1900                         |                                                                                  | Mietshaus, ehemals mit Läden, in Ecklage. Radebeuler Bauherrenpreis 2006 | Wohn- und Geschäftshaus Hellerstraße 9                                                                    |
| Wohn- und Geschäftshaus Hugo Alfred Schöne                                    | Hermann-Ilgen-Straße 3 (Lage)                              | KOE       | 1898/99                         | Alfred Große                                                                     | Mietshaus mit Laden, in Ecklage | Wohn- und Geschäftshaus Hugo Alfred Schöne                                                                |
| Sparkassengebäude Kötzschenbroda                                              | Hermann-Ilgen-Straße 28, Bahnhofstraße 20 (Lage)           | KOE       | 1934/35                         | Gebrüder Kießling, Burkhart Ebe (Reliefs)                                        | Sparkasse Wohn- und Geschäftshaus in Ecklage. Sparkasse Kötzschenbroda | Verwaltungs-, Geschäfts- und Wohngebäude der Sparkasse Kötzschenbroda                                     |
| Mietshaus Pauline Wagner                                                      | Hermann-Ilgen-Straße 36 (Lage)                             | KOE       | 1908/09                         | Arthur Fritzsche                                                                 | Mietshaus in geschlossener Bebauung | Mietshaus Pauline Wagner                                                                                  |
| Wohn- und Geschäftshaus Ernst Wilhelm Göhler                                  | Hermann-Ilgen-Straße 38 (Lage)                             | KOE       | 1901/02                         | Carl Käfer                                                                       | Mietshaus mit Laden | Wohn- und Geschäftshaus Ernst Wilhelm Göhler                                                              |
| Doppelwohnhaus Hermann-Ilgen-Straße 40/42                                     | Hermann-Ilgen-Straße 40/42 (Lage)                          | KOE       | 1929/30                         | Franz Uhlig                                                                      | Doppelwohnhaus in geschlossener Bebauung (Eisenbahner-Wohnungsbau-Gesellschaft) | Doppelwohnhaus Hermann-Ilgen-Straße 40/42                                                                 |
| Wohn- und Geschäftshaus Karl Arno Bernhard Strasser                           | Hermann-Ilgen-Straße 44 (Lage)                             | KOE       | 1896–98                         | Gebrüder Große                                                                   | Mietshaus mit Laden, in geschlossener Bebauung | Wohn- und Geschäftshaus Karl Arno Bernhard Strasser                                                       |
| Wohn- und Geschäftshaus Franz Hahn                                            | Hermann-Ilgen-Straße 46 (Lage)                             | KOE       | 1902/03                         | Gebrüder Kießling                                                                | Mietshaus mit Laden, in geschlossener Bebauung | Wohn- und Geschäftshaus Franz Hahn                                                                        |
| Mietshaus Julius Berge                                                        | Hermann-Ilgen-Straße 48 (Lage)                             | KOE       | 1895/96                         | Julius Förster                                                                   | Mietshaus ehemals mit Laden, in geschlossener Bebauung | Mietshaus Julius Berge                                                                                    |
| Mietshaus Arthur Lehmann                                                      | Hermann-Ilgen-Straße 56 (Lage)                             | KOE       | 1898–1901                       |                                                                                  | Mietshaus ehemals mit Laden, in geschlossener Bebauung | Mietshaus Arthur Lehmann                                                                                  |
| Doppelwohnhaus Hermann-Ilgen-Straße 58/60                                     | Hermann-Ilgen-Straße 58/60 (Lage)                          | KOE       | 1928/29                         | Franz Uhlig                                                                      | Doppelwohnhaus in geschlossener Bebauung (Eisenbahner-Wohnungsbau-Gesellschaft) | Doppelwohnhaus Hermann-Ilgen-Straße 58/60                                                                 |
| Grafe-Haus                                                                    | Hermann-Ilgen-Straße 62, Gradsteg 1b (Lage)                | KOE       | 1895                            | Julius Förster                                                                   | Mietshaus mit Laden, in Ecklage und in geschlossener Bebauung | Grafe-Haus, Hermann-Ilgen-Straße 62                                                                       |
| Wohn- und Geschäftshaus Hoflößnitzstraße 2                                    | Hoflößnitzstraße 2 (Lage)                                  | SER       | 1889                            | Gebrüder Ziller                                                                  | Mietshaus mit Laden und Nebengebäude, in Ecklage | Wohn- und Geschäftshaus Hoflößnitzstraße 2                                                                |
| Winzerschule des Staatsweinguts                                               | Hoflößnitzstraße 60 (Lage)                                 | OBL       | 1926/28                         | Johannes Eisold                                                                  | Ehemaliges Verwaltungsgebäude des Staatsweinguts, mit vorgelagertem Unterbau und Pergolaarchitektur. Heute ein Wohnhaus | Winzerschule des Staatsweinguts                                                                           |
| Wohnanlage Kantstraße                                                         | Kantstraße 1, Schillerstraße 14 (Lage)                     | RAD       | 1926/27                         | Max Czopka (Bauleitung)                                                          | Doppelwohnhaus mit Einfriedung (siehe auch Schillerstraße 14), Teil der Wohnanlage Kantstraße (auf Grundlage des Reichsheimstättengesetzes) | Wohnanlage Kantstraße, Kantstraße 1, Schillerstraße 14                                                    |
| Wohnanlage Kantstraße                                                         | Kantstraße 2, Schillerstraße 12 (Lage)                     | RAD       | 1926                            |                                                                                  | Doppelwohnhaus mit Einfriedung (siehe auch Schillerstraße 12), Teil der Wohnanlage Kantstraße | Wohnanlage Kantstraße, Kantstraße 2, Schillerstraße 12                                                    |
| Wohnanlage Kantstraße                                                         | Kantstraße 19 (Lage)                                       | RAD       | 1929                            | Max Czopka                                                                       | Wohnhaus mit Einfriedung in Ecklage (für die Baugenossenschaft zu Radebeul, Wohnanlage Kantstraße) | Wohnanlage Kantstraße, Kantstraße 19                                                                      |
| Wohnanlage Kantstraße                                                         | Kantstraße 20 (Lage)                                       | RAD       | 1929                            | Max Czopka                                                                       | Wohnhaus mit Einfriedung in Ecklage (für die Baugenossenschaft zu Radebeul, Wohnanlage Kantstraße) | Wohnanlage Kantstraße, Kantstraße 20                                                                      |
| Wohn- und Geschäftshaus Karl-Marx-Straße 1                                    | Karl-Marx-Straße 1 (Lage)                                  | RAD       | 1897                            | Adolf Neumann                                                                    | Mietshaus (oder Mietvilla) mit Laden, in Ecklage | Wohn- und Geschäftshaus Karl-Marx-Straße 1, von der Meißner Straße aus                                    |
| Wohn- und Geschäftshaus Karl-Marx-Straße 2                                    | Karl-Marx-Straße 2 (Lage)                                  | RAD       | 1903, 1933                      | Alfred Große, Max Czopka (Ladenrückbau)                                          | Mietshaus (oder Mietvilla) mit Laden, in Ecklage | Wohn- und Geschäftshaus Karl-Marx-Straße 2, von der Meißner Straße aus                                    |
| Sechsfamilien-Wohnhaus Karl-Marx-Straße 19                                    | Karl-Marx-Straße 19 (Lage)                                 | RAD       | 1928                            | Max Czopka (Entwurf), Johannes Eisold (Bau)                                      | Wohnhaus der Baugenossenschaft zu Radebeul, mit Einfriedung, an der Ecke eingelassene Bank | Sechsfamilien-Wohnhaus Karl-Marx-Straße 19                                                                |
| Sechsfamilien-Wohnhaus Karl-Marx-Straße 22                                    | Karl-Marx-Straße 22 (Lage)                                 | RAD       | 1928                            | Max Czopka (Entwurf), Johannes Eisold (Bau)                                      | Wohnhaus der Baugenossenschaft zu Radebeul, mit Einfriedung, an der Ecke eingelassene Bank | Sechsfamilien-Wohnhaus Karl-Marx-Straße 22                                                                |
| Villa Lindeberg                                                               | Karl-May-Straße 1 (Lage)                                   | RAD       | 1897/98, 1901                   | Gustav Röder, Carl Käfer (Anbau)                                                 | Mietshaus in Ecklage. Bewohner: Carl Lindeberg | Villa Lindeberg, links im Hintergrund der Turm der Lutherkirche. Nach links geht es zur Villa Shatterhand |
| Mietshaus Karl-May-Straße 2                                                   | Karl-May-Straße 2 (Lage)                                   | RAD       | 1899/1900                       | Paul Schadewitz                                                                  | Mietshaus in Ecklage. Bewohner: Alwin Freudenberg | Mietshaus Karl-May-Straße 2                                                                               |
| Villa Viktoria                                                                | Karlstraße 5 (Lage)                                        | NDL       | um 1889                         | Carl Käfer                                                                       | Palaisartiges Mietshaus mit Einfriedung | Mietshaus Karlstraße 5                                                                                    |
| Mietshaus Friedrich Traugott Schumann                                         | Kötitzer Straße 3 (Lage)                                   | KOE       | 1902/03                         | Alfred Große                                                                     | Mietshaus | Mietshaus Friedrich Traugott Schumann                                                                     |
| Mietshaus Kötitzer Straße 39                                                  | Kötitzer Straße 39 (Lage)                                  | NAU       | um 1905                         |                                                                                  | Mietshaus | Mietshaus Kötitzer Straße 39                                                                              |
| Haus Ullmann                                                                  | Kötitzer Straße 113 (Lage)                                 | NAU       | 1916                            | Hermann Glöckner (Sgraffito)                                                     | Mietshaus, Gärtnerei und Sgraffito mit Schriftzug (Haus Ullmann) von Hermann Glöckner | Haus Ullmann                                                                                              |
| Siedlung der Vereinigten Strohstoff-Fabriken Coswig                           | Kötitzer Straße 125, Friedrich-List-Straße 8 (Lage)        | NAU       | 1913/14                         | F. A. Bernhard Große                                                             | Doppelwohnhaus (zusammen mit Friedrich List Straße 8) einer Wohnsiedlung | Kötitzer Straße 125 / Friedrich-List-Straße 8                                                             |
| Siedlung der Vereinigten Strohstoff-Fabriken Coswig                           | Kötitzer Straße 127, 129 (Lage)                            | NAU       | 1913/14                         | F. A. Bernhard Große                                                             | Doppelwohnhaus einer Wohnsiedlung | Kötitzer Straße 127/129                                                                                   |
| Siedlung der Vereinigten Strohstoff-Fabriken Coswig                           | Kötitzer Straße 131, 133 (Lage)                            | NAU       | 1913/14                         | F. A. Bernhard Große                                                             | Doppelwohnhaus einer Wohnsiedlung | Kötitzer Straße 131/133                                                                                   |
| Siedlung der Landessiedlungsgesellschaft Sachsen                              | Kötitzer Straße 137 (Lage)                                 | NAU       | 1938/39                         | Albert Patitz (Entwurf), Gert Eisold (Bau), Burkhart Ebe (Relief)                | Wohnhaus einer Wohnsiedlung | Kötitzer Straße 137                                                                                       |
| Siedlung der Landessiedlungsgesellschaft Sachsen                              | Kötitzer Straße 139 (Lage)                                 | NAU       | 1938/39                         | Albert Patitz (Entwurf), Gert Eisold (Bau)                                       | Wohnhaus einer Wohnsiedlung | Kötitzer Straße 139                                                                                       |
| Siedlung der Landessiedlungsgesellschaft Sachsen                              | Kötitzer Straße 141 (Lage)                                 | NAU       | 1938/39                         | Albert Patitz (Entwurf), Gert Eisold (Bau)                                       | Wohnhaus einer Wohnsiedlung | Kötitzer Straße 141                                                                                       |
| Siedlung der Landessiedlungsgesellschaft Sachsen                              | Kötitzer Straße 143 (Lage)                                 | NAU       | 1938/39                         | Albert Patitz (Entwurf), Gert Eisold (Bau)                                       | Wohnhaus einer Wohnsiedlung | Kötitzer Straße 143                                                                                       |
| Mietshaus Kötzschenbrodaer Straße 17                                          | Kötzschenbrodaer Straße 17 (Lage)                          | SER       | 1901, 1934                      | F. W. Eisold, Max Czopka (Dachausbau)                                            | Mietshaus | Mietshaus Kötzschenbrodaer Straße 17                                                                      |
| Mietshaus Kötzschenbrodaer Straße 19                                          | Kötzschenbrodaer Straße 19 (Lage)                          | SER       | 1898/99                         | Hermann Menzel                                                                   | Mietshaus | Mietshaus Kötzschenbrodaer Straße 19                                                                      |
| Wohn- und Geschäftshaus Friedrich Moritz Talkenberg                           | Kötzschenbrodaer Straße 37 (Lage)                          | SER       | 1897/98, 1907                   | Carl Käfer, Johannes Heinsius (Dachausbau)                                       | Mietshaus mit Laden, in Ecklage | Wohn- und Geschäftshaus Friedrich Moritz Talkenberg                                                       |
| Wohn- und Geschäftshaus Heinrich Gustav Tschommler                            | Ledenweg 1 (Lage)                                          | KOE       | 1897/98                         | Gebrüder Große                                                                   | Mietshaus mit Laden, in Ecklage | Wohn- und Geschäftshaus Heinrich Gustav Tschommler                                                        |
| Hertwig-Bünger-Heim                                                           | Lessingstraße 1, Einsteinstraße 30 (Lage)                  | RAD       | 1929                            | Alfred Tischer (Entwurf), Alwin Höhne (Bau)                                      | Ehemaliges Feierabendheim „Käte Niederkirchner“, Wohnanlage, originale Teile der Einfriedung, Eckpavillon. Benannt nach Doris Hertwig-Bünger | Hertwig-Bünger-Heim                                                                                       |
| Mietshaus Lößnitzstraße 5                                                     | Lößnitzstraße 5 (Lage)                                     | KOE       | 1889/90                         | Ernst Kießling                                                                   | Mietshaus in Ecklage, ehemals mit Bäckereieinrichtung | Mietshaus Lößnitzstraße 5                                                                                 |
| Mietshaus Louisenstraße 1                                                     | Louisenstraße 1 (Lage)                                     | RAD       | um 1910                         |                                                                                  | Repräsentatives Mietshaus mit Einfriedung | Mietshaus Louisenstraße 1                                                                                 |
| Mietshaus Louisenstraße 2                                                     | Louisenstraße 2 (Lage)                                     | RAD       | 1900                            | Oswald Jäckel                                                                    | Mietshaus mit Einfriedung in Ecklage | Mietshaus Louisenstraße 2                                                                                 |
| Mietshaus Emilie Wagenlöhner                                                  | Louisenstraße 3 (Lage)                                     | RAD       | 1909/10                         |                                                                                  | Mietshaus mit Einfriedung | Mietshaus Emilie Wagenlöhner                                                                              |
| Mietshaus Louisenstraße 4                                                     | Louisenstraße 4 (Lage)                                     | RAD       | 1900/01                         | M. Bauer (Entwurf), Hermann Jäckel (Bau)                                         | Mietshaus mit Einfriedung | Mietshaus Louisenstraße 4                                                                                 |
| Mietshaus Louisenstraße 5                                                     | Louisenstraße 5 (Lage)                                     | RAD       | 1899                            | Hermann Jäckel                                                                   | Mietshaus mit Einfriedung | Mietshaus Louisenstraße 5                                                                                 |
| Mietshaus Emil Otto Leidhold                                                  | Louisenstraße 6 (Lage)                                     | RAD       | 1911/12                         | Johannes Eisold (Entwurf), Hörnig & Barth (Bau)                                  | Mietshaus mit Einfriedung | Mietshaus Emil Otto Leidhold                                                                              |
| Wohn- und Geschäftshaus Louisenstraße 7                                       | Louisenstraße 7 (Lage)                                     | RAD       | 1899/1900, 1948                 |                                                                                  | Mietshaus mit Laden, in Ecklage | Wohn- und Geschäftshaus Louisenstraße 7                                                                   |
| Mietshaus Gustav Ludwig Larsson                                               | Louisenstraße 8 (Lage)                                     | RAD       | 1895/96                         | Carl Käfer (Entwurf), Gustav Röder (Bau)                                         | Mietshaus mit Einfriedung | Mietshaus Gustav Ludwig Larsson                                                                           |
| Wohn- und Geschäftshaus Hugo Peukert                                          | Louisenstraße 9 (Lage)                                     | RAD       | 1898/99, 1910, 2003             |                                                                                  | Mietshaus mit Laden, in Ecklage | Wohn- und Geschäftshaus Hugo Peukert                                                                      |
| Mietshaus Schröder & Gommlich                                                 | Louisenstraße 10 (Lage)                                    | RAD       | 1896/97                         | Carl Käfer                                                                       | Mietshaus mit Einfriedung | Mietshaus Schröder & Gommlich                                                                             |
| Mietshaus Louisenstraße 11                                                    | Louisenstraße 11 (Lage)                                    | RAD       | 1897                            | Carl Käfer (Entwurf), Hermann Jäckel                                             | Mietshaus mit Einfriedung | Mietshaus Louisenstraße 11                                                                                |
| Mietshaus Friedrich August Hahn                                               | Louisenstraße 13 (Lage)                                    | RAD       | 1896/97                         | Carl Käfer                                                                       | Mietshaus mit Einfriedung | Mietshaus Friedrich August Hahn                                                                           |
| Mietshaus Max Klotzsche                                                       | Maxim-Gorki-Straße 1 (Lage)                                | SER       | 1900–02                         |                                                                                  | Mietshaus | Mietshaus Max Klotzsche                                                                                   |
| Forsthaus                                                                     | Meißner Straße 29 (Lage)                                   | RAD       | 1895–98                         | Gebrüder Ziller                                                                  | Mietshaus mit Gaststätte „Zum Forsthaus“ im Erdgeschoss, in Ecklage | Forsthaus                                                                                                 |
| Mietshaus Gustav Pohl                                                         | Meißner Straße 52 (Lage)                                   | RAD       | 1904                            | Carl Käfer                                                                       | Mietshaus mit Einfriedung | Mietshaus Gustav Pohl                                                                                     |
| Mietshaus Alex Egerland                                                       | Meißner Straße 96 (Lage)                                   | RAD       | 1897                            | Gustav Röder, Julius Förster (Entwurf)                                           | ED DNA. Mietshaus mit Teilen der Einfriedung und der Gartengestaltung nebst Grotte | Mietshaus Alex Egerland. Links unter dem Baum ist die Grotte.                                             |
| Wohn- und Geschäftshaus Carl Friedrich Klippstein                             | Meißner Straße 112 (Lage)                                  | SER       | 1896                            | Carl Käfer                                                                       | Mietshaus mit Läden, in Ecklage | Wohn- und Geschäftshaus Carl Friedrich Klippstein                                                         |
| Wohn- und Geschäftshaus Ludwig Kühnel                                         | Meißner Straße 114 (Lage)                                  | SER       | 1893                            |                                                                                  | Mietshaus mit Laden im Erdgeschoss | Wohn- und Geschäftshaus Ludwig Kühnel                                                                     |
| Wohn- und Geschäftshaus „Café Schiller“                                       | Meißner Straße 154 (Lage)                                  | NDL       | 1903–05                         | Adolf Neumann                                                                    | Mietshaus mit Laden und Café, in Ecklage | Wohn- und Geschäftshaus „Café Schiller“                                                                   |
| Faberhaus                                                                     | Meißner Straße 266 (Lage)                                  | KOE       | um 1890                         |                                                                                  | Wohn- und Geschäftshaus | Faberhaus                                                                                                 |
| Wohn- und Geschäftshaus Meißner Straße 268                                    | Meißner Straße 268 (Lage)                                  | KOE       | 1879–81, 1905                   | Moritz Große, Alfred Große (Ladenanbau)                                          | Wohn- und Geschäftshaus in Ecklage. 1904 befand sich dort das „KAUF-HAUS C & E MITTELHAEUSSER“ | Wohn- und Geschäftshaus Meißner Straße 268, rechts daneben das Faberhaus                                  |
| Wohn- und Geschäftshaus Meißner Straße 279                                    | Meißner Straße 279 (Lage)                                  | KOE       | um 1880, um 1928                | Max Schneider (Umbau)                                                            | Wohn- und Geschäftshaus (Fleischerei) | Wohn- und Geschäftshaus Meißner Straße 279                                                                |
| Wohn- und Geschäftshaus Meißner Straße 312                                    | Meißner Straße 312 (Lage)                                  | NAU       | 1889                            |                                                                                  | Mietshaus mit Laden im Erdgeschoss, in Ecklage | Wohn- und Geschäftshaus Meißner Straße 312                                                                |
| Wohn- und Geschäftshaus Carl Gustav Claus                                     | Meißner Straße 313 (Lage)                                  | KOE       | 1900/01                         | E. W. Säurig                                                                     | Mietshaus mit Laden im Erdgeschoss, in Ecklage | Wohn- und Geschäftshaus Carl Gustav Claus                                                                 |
| Mietshaus Mittelstraße 1                                                      | Mittelstraße 1 (Lage)                                      | RAD       | 1897/98                         | Friedrich Hermann Barth                                                          | Mietshaus in Ecklage | Mietshaus Mittelstraße 1                                                                                  |
| Wohnanlage Robert-Werner-Platz                                                | Mittelstraße 2, 4, 6, 8 (Lage)                             | RAD       | 1919–21                         | Otto Faber                                                                       | Wohnanlage der Baugenossenschaft zu Radebeul (siehe auch Hauptstraße 1 und Robert-Werner-Platz 10) | Wohnanlage Robert-Werner-Platz: Mittelstraße 2–8                                                          |
| Wohnanlage Robert-Werner-Platz                                                | Mittelstraße 10 (Lage)                                     | RAD       | 1927/28                         | Max Czopka                                                                       | Wohnanlage der Baugenossenschaft zu Radebeul (siehe auch Hauptstraße 1 und Robert-Werner-Platz 10) | Wohnanlage Robert-Werner-Platz: Mittelstraße 10                                                           |
| Mietshaus Mittlere Bergstraße 41                                              | Mittlere Bergstraße 41 (Lage)                              | ZIT       | um 1910                         |                                                                                  | Mietshaus | Mietshaus Mittlere Bergstraße 41                                                                          |
| Villa Dankbarkeit                                                             | Mittlere Bergstraße 42 (Lage)                              | ZIT       | um 1790, 1879                   |                                                                                  | Ehemaliges Weingut Langenberg. Hauptgebäude (Neubau als Mietshaus) mit Anbau, Einfriedung und Toranlage eines ehemaligen Weinguts | Mietshaus Mittlere Bergstraße 42                                                                          |
| Wettin-Haus                                                                   | Moritzburger Straße 1 (Lage)                               | KOE       | 1897/98, 1912                   | F. A. Bernhard Große                                                             | Wettinhaus, Wohn- und Geschäftshaus in Ecklage | Wettin-Haus                                                                                               |
| Linoleum-Haus Rau                                                             | Moritzburger Straße 4 (Lage)                               | KOE       | um 1890                         | Gebrüder Große?                                                                  | Wohnhaus. Bewohner: F. A. Bernhard Große | Linoleum-Haus Rau                                                                                         |
| Wohn- und Geschäftshaus Moritzburger Straße 5                                 | Moritzburger Straße 5 (Lage)                               | KOE       | 1894                            | F. A. Bernhard Große                                                             | Wohn- und Geschäftshaus, Totalumbau einer Villa von 1866 von Friedrich August Große | Wohn- und Geschäftshaus Moritzburger Straße 5                                                             |
| Wohn- und Geschäftshaus Bruno Uhlmann                                         | Moritzburger Straße 14 (Lage)                              | NDL       | 1900/01                         | Adolf Neumann                                                                    | Mietshaus | Wohn- und Geschäftshaus Bruno Uhlmann                                                                     |
| Wohn- und Geschäftshaus Moritzburger Straße 33                                | Moritzburger Straße 33 (Lage)                              | NDL       | 1914/15                         | Felix Sommer                                                                     | Mietshaus mit Einfriedung, in Ecklage | Wohn- und Geschäftshaus Moritzburger Straße 33                                                            |
| Mietshaus Hermann Ebert                                                       | Moritzburger Straße 45 (Lage)                              | NDL       | 1903                            | Schilling & Graebner (Entwurf Heino Otto), Felix Sommer (Bau)                    | Mietshaus in Ecklage. Villenkolonie Altfriedstein | Mietshaus Hermann Ebert, Moritzburger Straße 45                                                           |
| Wohn- und Geschäftshaus Gustav Adolf Buschmeyer                               | Moritzburger Straße 89 (Lage)                              | KOO       | 1898/99                         | Alfred Große                                                                     | Miethaus mit Laden, in Ecklage | Wohn- und Geschäftshaus Gustav Adolf Buschmeyer                                                           |
| Fünffamilienhaus Pauline von Gundlach                                         | Nizzastraße 24 (Lage)                                      | SER       | 1934                            | Erhard Engler                                                                    | Wohnhaus mit Einfriedung. Entspricht Vierfamilienhaus Wilhelm Lax, Riesestraße 2 | Fünffamilienhaus Pauline von Gundlach                                                                     |
| Siedlung „Eisoldsche Häuser“                                                  | Paul-Gerhardt-Straße 1 (Lage)                              | SER       | 1913/14                         | Kurt Quester und Johann Georg Seifert                                            | Wohnhauszeile mit Einfriedung (zusammen mit Friedhofstraße 10–14), Teil einer Wohnanlage | Siedlung „Eisoldsche Häuser“, Friedhofstraße 10/12/14, Paul-Gerhardt-Straße 1                             |
| Siedlung „Eisoldsche Häuser“                                                  | Paul-Gerhardt-Straße 2 (Lage)                              | SER       | 1914/15                         | Kurt Quester und Johann Georg Seifert                                            | Doppelwohnhaus (zusammen mit Friedhofstraße 8), Teil einer Wohnanlage | Siedlung „Eisoldsche Häuser“, Friedhofstraße 8, Paul-Gerhardt-Straße 2                                    |
| Siedlung „Eisoldsche Häuser“                                                  | Paul-Gerhardt-Straße 4, 6, 8 (Lage)                        | SER       | 1919/20                         | Kurt Quester und Johann Georg Seifert                                            | Wohnhauszeile mit Einfriedung und Hecke, Teil einer Wohnanlage | Siedlung „Eisoldsche Häuser“, Paul-Gerhardt-Straße 4/6/8                                                  |
| Siedlung „Eisoldsche Häuser“                                                  | Paul-Gerhardt-Straße 10 (Lage)                             | SER       | 1912/13                         | Kurt Quester und Johann Georg Seifert                                            | Doppelwohnhaus mit Einfriedung (zusammen mit Wasastraße 12), Teil einer Wohnanlage | Siedlung „Eisoldsche Häuser“, Wasastraße 12, Paul-Gerhardt-Straße 10                                      |
| Siedlung „Eisoldsche Häuser“                                                  | Paul-Gerhardt-Straße 13 (Lage)                             | SER       | 1912–14                         | Kurt Quester und Johann Georg Seifert                                            | Wohnhauszeile mit Einfriedung und Tor (zusammen mit Wasastraße 6–10), Teil einer Wohnanlage | Siedlung „Eisoldsche Häuser“, Wasastraße 6/8/10, Paul-Gerhardt-Straße 13                                  |
| Funkenburg, Wohn- und Geschäftshaus Pestalozzistraße 2                        | Pestalozzistraße 2 (Lage)                                  | RAD       | 1899–1904                       | Gustav Röder                                                                     | Mietshaus mit Läden | Wohn- und Geschäftshaus Oswald Funke                                                                      |
| Mietshaus Pestalozzistraße 11                                                 | Pestalozzistraße 11, 11a (Lage)                            | RAD       | 1904                            | Paul Becher                                                                      | Wohnhaus (Nr. 11, Mietshaus), Gartenhaus (Nr. 11a, villenartig) und Einfriedung | Mietshaus Pestalozzistraße 11                                                                             |
| Mehrfamilien-Wohnhaus Pestalozzistraße 13                                     | Pestalozzistraße 13 (Lage)                                 | RAD       | 1929                            | Max Czopka                                                                       | Wohnhaus mit Einfriedung (für die Baugenossenschaft zu Radebeul) | Mehrfamilien-Wohnhaus Pestalozzistraße 13                                                                 |
| Siebenfamilienhaus Pestalozzistraße 15                                        | Pestalozzistraße 15 (Lage)                                 | RAD       | 1930                            | Max Czopka                                                                       | Wohnhaus (für die Baugenossenschaft zu Radebeul) | Siebenfamilienhaus Pestalozzistraße 15                                                                    |
| Wohn- und Geschäftshaus Pestalozzistraße 16                                   | Pestalozzistraße 16 (Lage)                                 | RAD       | 1900                            |                                                                                  | Mietshaus mit Ladenzone im Erdgeschoss und Einfriedung, in Ecklage | Wohn- und Geschäftshaus Pestalozzistraße 16                                                               |
| Siebenfamilienhaus Pestalozzistraße 17                                        | Pestalozzistraße 17 (Lage)                                 | RAD       | 1930                            | Max Czopka                                                                       | Wohnhaus (für die Baugenossenschaft zu Radebeul) | Siebenfamilienhaus Pestalozzistraße 17                                                                    |
| Mietshaus Gustav Ruhland                                                      | Pestalozzistraße 19 (Lage)                                 | RAD       | 1903                            |                                                                                  | Mietvilla mit Einfriedung | Mietshaus Gustav Ruhland                                                                                  |
| Mietshaus Paul Schadewitz                                                     | Pestalozzistraße 21 (Lage)                                 | RAD       | 1902/03                         | Oskar Menzel                                                                     | Mietvilla mit Einfriedung | Mietshaus Paul Schadewitz                                                                                 |
| Mietshaus Pestalozzistraße 23                                                 | Pestalozzistraße 23 (Lage)                                 | RAD       | 1902                            | Oskar Menzel                                                                     | Mietvilla mit Einfriedung | Mietshaus Pestalozzistraße 23                                                                             |
| Vierfamilienhaus Wilhelm Lax                                                  | Riesestraße 2 (Lage)                                       | RAD       | 1934                            | Erhard Engler                                                                    | Wohnhaus mit Teilen der Einfriedung. Entspricht Fünffamilienhaus Pauline von Gundlach, Nizzastraße 24 | Vierfamilienhaus Wilhelm Lax                                                                              |
| Wohn- und Geschäftshaus Robert-Werner-Platz 6                                 | Robert-Werner-Platz 6 (Lage)                               | RAD       | 1896/97                         |                                                                                  | Mietshaus mit Ladenzone im Erdgeschoss | Wohn- und Geschäftshaus Robert-Werner-Platz 6                                                             |
| Wohnanlage Robert-Werner-Platz                                                | Robert-Werner-Platz 10 (Lage)                              | RAD       | 1919–21                         | Otto Faber                                                                       | Wohnanlage der Baugenossenschaft zu Radebeul (siehe auch Hauptstraße 1 und Mittelstraße 2–10) | Wohnanlage Robert-Werner-Platz: Robert-Werner-Platz 10                                                    |
| Siedlungshäuser Rosa-Luxemburg-Platz                                          | Rosa-Luxemburg-Platz 2, 3, Alfred-Naumann-Straße 15 (Lage) | NDL       | 1924                            |                                                                                  | ED DNA. Wohnanlage mit gestalteter Grünfläche und Einfriedung (siehe auch Alfred-Naumann-Straße 13, 15 und Heinrich-Zille-Straße 46) | Mehrfamilienwohnhaus Rosa-Luxemburg-Platz 2/3, Alfred-Naumann-Straße 15                                   |
| Mehrfamilienhaus Roseggerstraße 2                                             | Roseggerstraße 2 (Lage)                                    | SER       | 1936/37                         | F. W. Eisold, Rudolf Eisold (Entwurf)                                            | Villa mit Einfriedung | Mehrfamilienhaus Roseggerstraße 2                                                                         |
| Mietshaus Rosenstraße 24                                                      | Rosenstraße 24 (Lage)                                      | SER       | 1902                            | Paul Becher                                                                      | Mietshaus | Mietshaus Rosenstraße 24                                                                                  |
| Wohn- und Geschäftshaus Hermann Knötzsch, Knötzsch’s Weinstuben               | Schildenstraße 17 (Lage)                                   | RAD       | 1898/99                         | Carl Käfer                                                                       | Ehemals Restaurantgebäude mit Wohnungen, Gasträume im Hochparterre, mit Einfriedung, heute Wohnhaus | Knötzsch’s Weinstuben                                                                                     |
| Wohnanlage Kantstraße                                                         | Schillerstraße 12, Kantstraße 2 (Lage)                     | RAD       | 1926                            |                                                                                  | Doppelwohnhaus mit Einfriedung (siehe auch Kantstraße 2), Teil der Wohnanlage Kantstraße | Wohnanlage Kantstraße, Kantstraße 2, Schillerstraße 12                                                    |
| Wohnanlage Kantstraße                                                         | Schillerstraße 14, Kantstraße 1 (Lage)                     | RAD       | 1926/27                         | Max Czopka (Bauleitung)                                                          | Doppelwohnhaus mit Einfriedung (siehe auch Kantstraße 1), Teil der Wohnanlage Kantstraße (auf Grundlage des Reichsheimstättengesetzes) | Wohnanlage Kantstraße, Kantstraße 1, Schillerstraße 14                                                    |
| Wohnanlage Kantstraße, Fünffamilienhaus Schillerstraße 15                     | Schillerstraße 15 (Lage)                                   | RAD       | 1927                            | Max Czopka (Entwurf), Johannes Eisold (Bau)                                      | Wohnhaus der Baugenossenschaft zu Radebeul, mit Einfriedung Teil der Wohnanlage Kantstraße | Fünffamilienhaus Schillerstr 15                                                                           |
| Siebenfamilien-Kleinwohnungshaus Martha Mehlig                                | Schillerstraße 36 (Lage)                                   | RAD       | 1937/38                         | Max Czopka                                                                       | Doppelwohnhaus | Siebenfamilien-Kleinwohnungshaus Martha Mehlig                                                            |
| Mietshaus Ludwig August Albert Stock                                          | Schumannstraße 21 (Lage)                                   | SER       | 1895/96                         | Gebrüder Ziller                                                                  | Mietshaus | Mietshaus Ludwig August Albert Stock                                                                      |
| Mietshaus Schumannstraße 24                                                   | Schumannstraße 24 (Lage)                                   | SER       | 1901/03                         | Gebrüder Ziller (Entwurf Max Steinmetz)                                          | Mietshaus mit Einfriedung | Mietshaus Schumannstraße 24                                                                               |
| Wohnanlage Seestraße                                                          | Seestraße 21, 23, Dresdner Straße 91 (Lage)                | RAD       | 1912                            | Bruno Findeisen (Entwurf), Johannes Eisold (Bau)                                 | Wohnhauszeile (zusammen mit Dresdner Straße 91), Teil einer Wohnsiedlung | Mehrfamilienhaus Seestraße 21/23, Dresdner Straße 91                                                      |
| Wohnanlage Seestraße                                                          | Seestraße 25, 27, 29 (Lage)                                | RAD       | 1911                            | Otto Faber                                                                       | Wohnhauszeile, Teil einer Wohnsiedlung | Mehrfamilienhaus Seestraße 25/27/29                                                                       |
| Mietshaus Serkowitzer Straße 10                                               | Serkowitzer Straße 10 (Lage)                               | RAD       | 1905                            |                                                                                  | Mietshaus in Ecklage, ehemals mit Eckladen | Mietshaus Serkowitzer Straße 10                                                                           |
| Siedlung „Eisoldsche Häuser“                                                  | Serkowitzer Straße 35, 35a 35b 35c 35d 35e (Lage)          | SER       | 1912/13, 1920                   | Kurt Quester und Johann Georg Seifert                                            | Wohnhauszeile, Teil einer Wohnanlage (Nr. 35 erst 1920) | Siedlung „Eisoldsche Häuser“, Serkowitzer Straße 35/35e                                                   |
| Siedlung „Eisoldsche Häuser“                                                  | Serkowitzer Straße 37, 37a (Lage)                          | SER       | 1927                            | Max Czopka (Entwurf), F. W. Eisold (Bau)                                         | Doppelwohnhaus, Teil einer Wohnanlage | Siedlung „Eisoldsche Häuser“, Serkowitzer Straße 37/37a                                                   |
| Mietshaus Serkowitzer Straße 38                                               | Serkowitzer Straße 38 (Lage)                               | RAD       | 1911                            |                                                                                  | Mietshaus | Mietshaus Serkowitzer Straße 38                                                                           |
| Doppelmietshaus Serkowitzer Straße 47/47a                                     | Serkowitzer Straße 47, 47a (Lage)                          | SER       | um 1910                         |                                                                                  | Doppelmietshaus mit Nebengebäude | Doppelmietshaus Serkowitzer Straße 47/47a                                                                 |
| Wohn- und Geschäftshaus Franz Rothe                                           | Sidonienstraße 2 (Lage)                                    | RAD       | 1892/93                         | F. A. Bernhard Große                                                             | Mietshaus mit Laden im Erdgeschoss | Wohn- und Geschäftshaus Sidonienstraße 2                                                                  |
| Mietshaus Johann Emil Borack                                                  | Sidonienstraße 14 (Lage)                                   | RAD       | 1899/1900                       | Carl Käfer                                                                       | Mietshaus mit Einfriedung | Mietshaus Johann Emil Borack                                                                              |
| Gröba-Siedlung                                                                | Stosch-Sarrasani-Straße 37/39 (Lage)                       | NDL       | 1924/25                         | Alfred Tischer                                                                   | ED SG. Doppelwohnhaus einer Wohnanlage | Gröba-Siedlung Stosch-Sarrasani-Straße 37/39                                                              |
| Gröba-Siedlung                                                                | Stosch-Sarrasani-Straße 41/43/45 (Lage)                    | NDL       | 1924/25                         | Alfred Tischer                                                                   | ED SG. Wohnhauszeile einer Wohnanlage | Gröba-Siedlung Stosch-Sarrasani-Straße 41/43/45                                                           |
| Apotheke „Weißes Roß“                                                         | Straße des Friedens 60 (Lage)                              | SER       | 1912                            | Oskar Menzel                                                                     | Apotheke Weißes Roß, Wohn- und Geschäftshaus, Apotheke im Erdgeschoss | Apotheke Weißes Roß                                                                                       |
| Siedlung der Landessiedlungsgesellschaft Sachsen                              | Tännichtweg 41/43 (Lage)                                   | NAU       | 1938                            | Albert Patitz (Entwurf), Gert Eisold (Bau)                                       | Doppelwohnhaus einer Wohnsiedlung | Tännichtweg 41/43                                                                                         |
| Siedlung der Landessiedlungsgesellschaft Sachsen                              | Tännichtweg 45/47 (Lage)                                   | NAU       | 1938                            | Albert Patitz (Entwurf), Gert Eisold (Bau)                                       | Doppelwohnhaus einer Wohnsiedlung | Tännichtweg 47/45                                                                                         |
| Mietshaus Trachauer Straße 7                                                  | Trachauer Straße 7 (Lage)                                  | RAD       | um 1895                         |                                                                                  | Mietshaus | Mietshaus Trachauer Straße 7                                                                              |
| Mietshaus Karl August Schröter                                                | Uferstraße 2a (Lage)                                       | KOE       | 1903/04                         | Alfred Große                                                                     | Mietshaus | Mietshaus Karl August Schröter                                                                            |
| Mietshaus Otto Kirsten                                                        | Uferstraße 17a (Lage)                                      | KOE       | 1896/97                         | Gebrüder Große                                                                   | Mietshaus | Mietshaus Otto Kirsten                                                                                    |
| Doppelwohnhaus Waldstraße 30, Wettinstraße 1                                  | Waldstraße 30, Wettinstraße 1 (Lage)                       | OBL       | 1921/22                         | Ferdinand Severitt                                                               | Doppelwohnhaus, zusammen mit Wettinstraße 1 | Doppelwohnhaus Waldstraße 30, Wettinstraße 1                                                              |
| Siedlung „Eisoldsche Häuser“                                                  | Wasastraße 6 (Lage)                                        | SER       | 1927                            | Max Czopka (Entwurf), Hörnig & Barth (Bau)                                       | Kopfbau einer Wohnhauszeile mit Einfriedung und Tor, zusammen mit Paul-Gerhardt-Straße 13 Teil einer Wohnanlage | Siedlung „Eisoldsche Häuser“, Wasastraße 6/8/10, Paul-Gerhardt-Straße 13                                  |
| Siedlung „Eisoldsche Häuser“                                                  | Wasastraße 8, 10 (Lage)                                    | SER       | 1912–14                         | Kurt Quester und Johann Georg Seifert                                            | Wohnhauszeile mit Einfriedung und Tor, zusammen mit Paul-Gerhardt-Straße 13 Teil einer Wohnanlage | Siedlung „Eisoldsche Häuser“, Wasastraße 6/8/10, Paul-Gerhardt-Straße 13                                  |
| Siedlung „Eisoldsche Häuser“                                                  | Wasastraße 9 (Lage)                                        | SER       | 1928                            | Richard Martin (Entwurf), Johannes Eisold (Bau)                                  | Doppelwohnhaus, zusammen mit Weststraße 1 Teil einer Wohnanlage | Siedlung „Eisoldsche Häuser“, Wasastraße 9, Weststraße 1                                                  |
| Mietshaus Karl Franz Förster                                                  | Wasastraße 11 (Lage)                                       | SER       | 1900                            |                                                                                  | Mietshaus, ehemals mit Laden | Mietshaus Karl Franz Förster                                                                              |
| Siedlung „Eisoldsche Häuser“                                                  | Wasastraße 12 (Lage)                                       | SER       | 1912/13                         | Kurt Quester und Johann Georg Seifert                                            | Doppelwohnhaus mit Einfriedung, zusammen mit Paul-Gerhardt-Straße 10 Teil einer Wohnanlage | Siedlung „Eisoldsche Häuser“, Wasastraße 12, Paul-Gerhardt-Straße 10                                      |
| Mehrfamilienhaus Franz Schuster                                               | Wasastraße 20 (Lage)                                       | SER       | 1934                            | Patitz & Lötzsch                                                                 | Wohnhaus mit Anbau und Einfriedung sowie Inschrift „Grabmal und Baukunst Bildhauer Franz Schuster“ | Mehrfamilienhaus Franz Schuster                                                                           |
| Mietshaus Hermann Röhr                                                        | Wasastraße 32 (Lage)                                       | SER       | 1900                            |                                                                                  | Mietshaus | Mietshaus Hermann Röhr                                                                                    |
| Wohn- und Geschäftshaus Weinbergstraße 4                                      | Weinbergstraße 4 (Lage)                                    | OBL       | 1934                            | Max Schneider                                                                    | Wohnhaus mit Laden, in Ecklage | Wohn- und Geschäftshaus Weinbergstraße 4                                                                  |
| Weingut Hofmannsberg                                                          | Weinbergstraße 48, 48a (Lage)                              | OBL       | um 1800, 1836, 1865, 1903–05    | Adalbert Friedrich                                                               | Wohnanlage aus zwei frei stehenden Gebäuden (ehemaliges Weingut) | Weingut Hofmannsberg                                                                                      |
| Siedlung der Landessiedlungsgesellschaft Sachsen                              | Weistropper Straße 1/3, (5/7) (Lage)                       | NAU       | 1938/39                         | Gebrüder Kießling                                                                | Durch eingeschossiges Ladengebäude miteinander verbundene Doppelwohnhäuser, Teil einer Wohnsiedlung | Weistropper Straße 1/3                                                                                    |
| Siedlung der Landessiedlungsgesellschaft Sachsen                              | Weistropper Straße (1/3,) 5/7 (Lage)                       | NAU       | 1938/39                         | Gebrüder Kießling                                                                | Durch eingeschossiges Ladengebäude miteinander verbundene Doppelwohnhäuser, Teil einer Wohnsiedlung | Weistropper Straße 5/7                                                                                    |
| Siedlung der Landessiedlungsgesellschaft Sachsen                              | Weistropper Straße 2 (Lage)                                | NAU       | 1938/39                         | Gebrüder Kießling                                                                | Wohnhaus (an der Vorderseite Sgraffito), Teil einer Wohnsiedlung | Weistropper Straße 2                                                                                      |
| Siedlung der Landessiedlungsgesellschaft Sachsen                              | Weistropper Straße 4/6 (Lage)                              | NAU       | 1938/39                         | Gebrüder Kießling                                                                | Doppelwohnhaus, Teil einer Wohnsiedlung | Weistropper Straße 4/6                                                                                    |
| Siedlung der Landessiedlungsgesellschaft Sachsen                              | Weistropper Straße 8/10 (Lage)                             | NAU       | 1938/39                         | Gebrüder Kießling                                                                | Doppelwohnhaus, Teil einer Wohnsiedlung | Weistropper Straße 8/10                                                                                   |
| Siedlung der Landessiedlungsgesellschaft Sachsen                              | Weistropper Straße 9/11 (Lage)                             | NAU       | 1938/39                         | Gebrüder Kießling                                                                | Doppelwohnhaus, Teil einer Wohnsiedlung | Weistropper Straße 9/11                                                                                   |
| Siedlung der Landessiedlungsgesellschaft Sachsen                              | Weistropper Straße 12 (Lage)                               | NAU       | 1938/39                         | Gebrüder Kießling                                                                | Wohnhaus, Teil einer Wohnsiedlung | Weistropper Straße 12                                                                                     |
| Siedlung der Landessiedlungsgesellschaft Sachsen                              | Weistropper Straße 13, 15 (Lage)                           | NAU       | 1938/39                         | Gebrüder Kießling                                                                | Doppelwohnhaus, Teil einer Wohnsiedlung | Weistropper Straße 13/15                                                                                  |
| Siedlung „Eisoldsche Häuser“                                                  | Weststraße 1 (Lage)                                        | SER       | 1928                            | Richard Martin (Entwurf), Johannes Eisold (Bau)                                  | Doppelwohnhaus, zusammen mit Wasastraße 9 Teil einer Wohnanlage | Siedlung „Eisoldsche Häuser“, Wasastraße 9, Weststraße 1                                                  |
| Doppelwohnhaus Waldstraße 30, Wettinstraße 1                                  | Wettinstraße 1, Waldstraße 30 (Lage)                       | OBL       | 1921/22                         | Ferdinand Severitt                                                               | Doppelwohnhaus, zusammen mit Waldstraße 30 | Doppelwohnhaus Waldstraße 30, Wettinstraße 1                                                              |
| Geschäftshaus Wichernstraße 1a/1b                                             | Wichernstraße 1a/1b (Lage)                                 | RAD       | 1883, 1928                      | Johann Christian Tutsch, Alwin Höhne                                             | Geschäftshaus in Ecklage | Geschäftshaus Wichernstraße 1a/1b                                                                         |
| Doppelwohnhaus Wichernstraße 21/21a                                           | Wichernstraße 21/21a (Lage)                                | RAD       | 1938                            | Hermann Glöckner (Sgraffito)                                                     | Doppelwohnhaus, mit Sgraffito | Doppelwohnhaus Wichernstraße 21/21a                                                                       |
| Wohn- und Geschäftshaus Wichernstraße 22                                      | Wichernstraße 22 (Lage)                                    | RAD       | um 1898                         |                                                                                  | Mietshaus mit Laden, in Ecklage | Wohn- und Geschäftshaus Wichernstraße 22                                                                  |
| Mietshaus Wichernstraße 23                                                    | Wichernstraße 23 (Lage)                                    | RAD       | um 1902                         |                                                                                  | Mietshaus | Mietshaus Wichernstraße 23                                                                                |
| Mietshaus Winzerstraße 2                                                      | Winzerstraße 2 (Lage)                                      | NDL       | 1899/1900                       | Gebrüder Große                                                                   | Mietshaus mit Einfriedung, in Ecklage. Erwähnung im Dehio | Mietshaus Winzerstraße 2                                                                                  |
| Fünffamilienhaus Winzerstraße 14                                              | Winzerstraße 14 (Lage)                                     | NDL       | 1938–40                         | Albert Patitz                                                                    | Wohnhaus mit Einfriedung | Fünffamilienhaus Winzerstraße 14                                                                          |
| Siedlung der Baugenossenschaft Kötzschenbroda                                 | Winzerstraße 25 (Lage)                                     | NDL       | 1928                            | Felix Sommer                                                                     | ED SG. Wohnhaus einer Wohnsiedlung | Siedlungshaus Winzerstraße 25                                                                             |
| Siedlung der Baugenossenschaft Kötzschenbroda                                 | Winzerstraße 25a (Lage)                                    | NDL       | 1928                            | Felix Sommer                                                                     | ED SG. Wohnhaus einer Wohnsiedlung | Siedlungshaus Winzerstraße 25a                                                                            |
| Siedlung der Baugenossenschaft Kötzschenbroda                                 | Winzerstraße 29 (Lage)                                     | NDL       | vermutlich 1928                 |                                                                                  | ED SG. Wohnhaus einer Wohnsiedlung | Siedlungshaus Winzerstraße 29                                                                             |
| Wohn- und Geschäftshaus Ernst August Große                                    | Zillerstraße 15 (Lage)                                     | NDL       | 1897/98, 1938                   | Gebrüder Ziller, Max Czopka (Teilumbau)                                          | Wohn- und Geschäftshaus in Ecklage | Wohn- und Geschäftshaus Ernst August Große                                                                |

## Liste ehemaliger/abgegangener Bau-/Kulturdenkmale
| Name, Bezeichnung                             | Adresse, Koordinaten         | Stadtteil | Datum   | Baumeister, Architekten                       | Denkmalumfang, Bemerkung | Bild |
| --------------------------------------------- | ---------------------------- | --------- | ------- | --------------------------------------------- | --- | --- |
| Wohn- und Geschäftshaus Altkötzschenbroda 5   | Altkötzschenbroda 5 (Lage)   | KOE       | um 1880 |                                               | Denkmalschutz wurde nach 2012 aufgehoben. Wohnhaus mit Laden, ehemals Bäckerei (gegründet 1832)                                              | Wohn- und Geschäftshaus Altkötzschenbroda 5 |
| Wohn- und Geschäftshaus Moritzburger Straße 3 | Moritzburger Straße 3 (Lage) | KOE       | 1924    | Arthur Hanns                                  | Ehemaliges Denkmal. Wohn- und Geschäftshaus von F. A. Bernhard Große Nachfolger, Ersatz für Bau von 1864                                     | Wohn- und Geschäftshaus Moritzburger Straße 3 |
| Wohn- und Geschäftshaus Sidonienstraße 1      | Sidonienstraße 1 (Lage)      | RAD       | 1889/90 | Gebrüder Ziller                               | Denkmalschutz nach 2008 aufgehoben. Wohn- und Geschäftshaus in Ecklage (im Oktober 2011 abgerissen). Bewohner: Carl Käfer, Alwin Freudenberg | Wohn- und Geschäftshaus Sidonienstraße 1, links im Hintergrund der Uhrenturm des Bahnhofsgebäudes Radebeul Ost. Hinter dem Haus liegt der Radebeuler Krater. |
| Wohnanlage Ahornstraße                        | Trachauer Straße 1 (Lage)    | RAD       | 1911    | Hermann Barth (Entwurf), Hörnig & Barth (Bau) | Denkmalschutz wurde nach 2012 aufgehoben. Wohnanlage, siehe auch Ahornstraße 5/7, 9                                                          | Wohnanlage Ahornstraße; Trachauer Straße 1 |